# Gerulf (młodszy)
Gerulf (młodszy) (zm. 896) – hrabia we Fryzji w IX w.

## Życiorys
Gerulf był synem Gerulfa starszego. Służył początkowo normańskiemu wodzowi Gotfrydowi, jednak później doprowadził do jego zamordowania. W 889 otrzymał nadanie dóbr w pobliżu ujścia Renu od króla Arnulfa z Karyntii, którego był stronnikiem. Najprawdopodobniej kontrolował dużą część wybrzeża fryzyjskiego, gdzie w przyszłości powstało hrabstwo Holandii. Miał synów Teodoryka I i Waldgera.